# Евроамериканцы

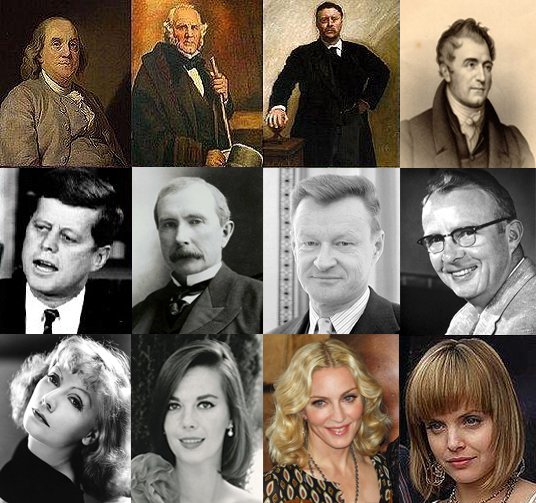
Бенджамин Франклин — (англичанин)• Сэм Хьюстон — (шотландо-ирландец)• Теодор Рузвельт — (нидерландец)• Элетер Ирене Дюпон де Немур — (француз)• Джон Кеннеди — (ирландец)• Джон Рокфеллер — (немец)• Збигнев Бжезинский — (поляк)• Луис Альварес — (испанец)• Грета Гарбо — (шведка)• Натали Вуд — (русская)• Мадонна — (итальянка/француженка)Жильбер Лафайет — (француз)• Мина Сувари — (гречанка/эстонка)

Евроамерика́нцы (известные также как Америка́нцы европе́йского происхожде́ния) — потомки европейских переселенцев в Северной Америке или граждане США, имеющие происхождение из любого коренного народа Европы.
Испанцы стали первыми европейцами, установившими своё постоянное присутствие на территориях, принадлежащих теперь Соединённым Штатам. Мартин де Аргуэльес родился в 1566 году в Сент-Огастине, Флорида, став первым известным человеком европейского происхождения. Двадцать один год спустя, Вирджиния Дэйр, родившаяся в 1587 году на острове Роанок, на территории современной Северной Каролины, стала первым человеком английского происхождения, родившимся в Тринадцати колониях.
В 2009 году германоамериканцы (16,5 %), ирландоамериканцы (11,9 %), англоамериканцы (9,0 %) и италоамериканцы (6,4 %) были в четвёрке крупнейших групп, указавших своё европейское происхождение, таким образом сформировавших 43,8 % от общей численности населения США.
В целом, как самая большая группа, евроамериканцы имеют самый низкий уровень бедности, средний доход домашнего хозяйства и средние доходы физических лиц среди прочих расовых групп населяющих Соединённые Штаты.